# Довбощук Олег Карпович
Олег Карпович Довбощук (15 грудня 1942, с. Брицьке Липовецького району Вінницької області) — український художник. Працює у жанрах станкового живопису, графіки, ДПМ.

## Біографічна довідка
Закінчив Московський заочний народний університет імені Н.К. Крупської, факультет образотворчого мистецтва (викладач — Р. Закін). Працював оформлювачем на підприємствах Вінниці.
Член Вінницької обласної організації Національної спілки художників України з 2012 року.
Учасник республіканських, всесоюзних мистецьких виставок. Персональні виставки – у Вінниці (1989, 1993, 1997–1998), Києві (1992). 
Роботи зберігаються у Вінницькому краєзнавчому музеї, Музеї Вінницького політехнічного університету.

## Роботи
Живопис — «Містечко» (1993), «Місто в дощі» (1994), «Калейдоскоп вулиці» (1995), «Траса в тумані» (1996), «Феєрія сутінок» (2001), «Місто у вогнях» (2002); цикл архітектурних мотивів (1997–1998); графіка — триптих «Зимовий сон» (1995), «Зимова хуртовина» (1997), «Три нелині» (2001), «Свято Маланки» (2001).